# It Snows in Hell
«It Snows in Hell» es una balada de la banda finlandesa de heavy metal Lordi del álbum The Arockalypse.
 El sencillo fue lanzado en un estuche estándar, y en pack digital por la compañía Finnish Posti. Para el lanzamiento del sencillo, Lordi produjo una nueva versión que contenía voces más suaves que reemplazaría últimamente al original de la edición especial de The Arockalypse. La canción llegó a ser número dos en Finlandia.

## Lista de canciones
1. «It Snows in Hell»
2. «Evilove»

## Videoclip
Aunque Bruce Kulick hizo el solo de guitarra, él no sale en el videoclip de la canción. El video musical fue patrocinado por la compañía Finnish Posti.  Comienza con una mujer joven escribiendo una carta a Mr. Lordi, rogándole que la salvase de los hombres con capuchas (probablemente los cazadores de brujas) que irrumpían en su casa. La chica se escapa por la ventana justo antes de que la agarrasen. Corre hacia el bosque a una estatua, probablemente la tumba de Mr. Lordi, como se indica en la canción. Los cazadores de brujas la atrapan y le arrancan de la mano la carta de ayuda, dejando que se fuera con el viento. Ellos se la llevan a su quema en la hoguera. En este momento, los clips de la banda tocando en un bosque nevado se entrelazan con la historia que la chica les contaba en su carta. La carta llama la atención de Mr. Lordi. La chica está a punto de ser quemada y justo cuando el jefe cazador de brujas está a punto de encender el fuego, una sombra se cierne sobre los otros cazadores. Todos tienen miedo y se escapan, excepto el jefe cazador de brujas. Él se gira y encuentra a Mr. Lordi detrás de él, que hace que el cazador de brujas se desvanezca. Mr. Lordi y la chica intercambian sonrisas, y según como dice la letra de la canción, sugiere que tienen algún tipo de relación entre sí y que va a verla de nuevo en el infierno. Las cuerdas que la mantenían atada se desvanecen y la chica se encuentra en un prado alegre, sonriendo mientras el video acaba.

## Lanzamiento del DVD
La compañía The Finnish Posti lanzó el video musical en formato DVD con la única canción.

## Créditos
- Mr. Lordi (vocalista)
- Amen (guitarra)
- Kalma (bajo)
- Kita (batería)
- Awa (piano)

### Artistas invitados
- Bruce Kulick - (guitarra)

## Rendimiento
| Año  | Lista | Semana | Posición |
| ---- | ----- | ------ | -------- |
| 2006 | Top20 | 50     | 2        |
| 2006 | Top20 | 51     | 4        |
| 2006 | Top20 | 52     | 14       |
| 2007 | Top20 | 1      | 8        |
| 2007 | Top20 | 2      | 19       |